# Kadir Nurman
Kadir Nurman (Estambul, c.1933 – 24 de octubre de 2013) fue un restaurador turco emigrado a Alemania. Es considerado mayoritariamente por haber introducido o inventado en 1972 el plato conocido como "kebab" ((en alemán)), que consiste en el tradicional Kebab döner turco carne rellena junto con ensalada mixta en un pan plano. Nurman recibió el premio a toda una carrera por lo Asociación de Productores de Döner en 2011. Posteriormente, Nurman explicó a la revista alemana Frankfurter Rundschau que estaba enojado por la elaboración de los modernos kebab, porque "tiene demasiados ingredientes".
A varias personas se les ha atribuido ser el "inventor del döner kebab" en Alemania, pero tales afirmaciones, incluida la de Nurman, se consideran ampliamente inexactas. La familiar carne de kebab döner giratorio, asada en un asador vertical y cortada en rodajas con una espada, ha sido bien conocida en Turquía desde mediados del siglo XIX. Su invención se atribuye a la ciudad de Bursa, y muchas veces se le acreditado su invención a İskender Efendi; aunque otros se la atribuyen a un cocinera llamado Hamdi, décadas antes en Kastamonu.
Introducido en la Estambul natal de Nurman en la década de 1940 por restauradores como  Beyti Güler, se convirtió en un manjar de fama mundial. Döner kebab fue vendido desde entonces hasta al menos medidos de los 60. El plato griego Gyros, también fue popular en Atenas y en Nueva York en 1971. El propio Nurman no afirmó ser la primera persona en haber vendido un sándwich de carne de kebab döner incluso en Alemania, diciendo en alemán: "Tal vez alguien más también lo hizo, en algún rincón escondido, pero nadie se dio cuenta. El kebab se hizo conocido a través de mí."
Sin embargo, la típica "tienda de kebab" de Nurman en la concurrida estación central de trenes de Berlín Occidental fue un presagio de una tendencia global, y su primera versión del bocadillo callejero básico fue el marco sobre el cual la comunidad inmigrante turca de Berlín desarrolló el estilo distintivo, que se ha convertido en una de las comidas rápidas más vendidas en Alemania y gran parte de Europa.

## Vida
Nurman nació en Estambul, Turquía. Emigró a Alemania en 1960, a los 26 años, y de Stuttgart a Berlín en 1966. En 1972 abrió su pequeño restaurante de comida rápida al lado de la Estación del jardín zoológico de Berlín, en el Berlín Oeste. En su puesto, Nurman vendía carne a la parrilla y ensalada dentro de un pan plano. Había pensado que a los ocupados trabajadores de Berlín les podría gustar una comida fácil. Aunque no se hizo rico de su tienda ampliamente imitada, posteriormente Nurman diría que le alegraba que tantos turcos pudieran ganarse la vida vendiendo kebabs. En el momento de su muerte, había aproximadamente 16.000 puntos de venta de döner en Alemania, con más de 2.500 millones de euros (3.300 millones de dólares) en ventas anuales.